# Rhamnus serrata
Rhamnus serrata är en brakvedsväxtart som beskrevs av Carl Ludwig von Willdenow, Johann Jakob Roemer och Schult.. Rhamnus serrata ingår i släktet getaplar, och familjen brakvedsväxter. Utöver nominatformen finns också underarten R. s. guatemalensis.